# 上田剛史
上田 剛史（うえだ つよし、1988年10月2日 - ）は、岡山県岡山市南区出身の元プロ野球選手（外野手、右投左打）、コーチ、YouTuber。在日韓国人4世で、本名は周剛史（チュ・ガンサ）。

## 経歴

### プロ入り前
在日韓国人の両親の元に生まれる。自身は話せないが親戚とは韓国語で呼び合う環境だった。小学校1年から、少年野球の岡輝レンジャーズの投手として野球を始めた。小学校6年のときに全国大会4強まで進む。岡山市立福田中学校では硬式野球に転向し、ヤングリーグのヤングカープ岡山に所属。投手兼遊撃手として3年春には全国大会で優勝する。小中高と周りには自分が在日韓国人だと明かしており、気にしてはいなかったが中学卒業時、卒業証書に韓国名を出して欲しいと担任教師と言ったところ、差別的な意図はなかったとみられるが戸惑われたという。このとき自身が在日韓国人だと明確に認識した。
関西高校では1年秋から中堅手のレギュラーとなり、2年と3年の春夏の4季連続で甲子園出場する。同期にダース・ローマシュ匡がいた。高校通算33本塁打。2006年の選抜で斎藤佑樹を擁する早稲田実業と対戦し、延長15回引き分け再試合となり斎藤から本塁打を含む8打数4安打を打つが再試合での9回表1点リードの場面で、後逸した右翼手のカバーを怠って決勝点が入り、逆転負けする。夏の甲子園では、1回戦で佐藤祥万が所属した文星芸大附と対戦し、9回一死一塁の場面で中前安打を後逸して一塁走者が生還し、その後に逆転サヨナラ負けする。
同年9月25日の高校生ドラフトで、東京ヤクルトから3位指名され、11月1日に推定契約金4500万円、推定年俸500万円で仮契約する。この仮契約の席上、選手兼任監督の古田敦也の複数ポジション制の方針により、遊撃手への転向を指示される。

### ヤクルト時代
2007年、前年の内野転向の指示でフェニックスリーグでは内野手としても出場するが、イースタンや教育リーグでは全て外野手として出場する。一軍昇格はなく、ファームでチーム3位の78試合に出場し、打率.223、9盗塁。
入団した頃、IBAFインターコンチネンタルカップの年代別日本代表候補に名前が挙がったが、NPBは上田が韓国籍だとは知らなかったようで出場できず、日本野球を見て育ったことや声がかかるのは力を認められたからであり、悔しい思いをしたという。
2008年、キャンプ・開幕共に二軍スタートとなった。イースタン・リーグでは外野（69試合）だけでなく三塁手（46試合）としても出場するが、守備率は9割を切る。打撃面では6月に二軍監督の猿渡寛茂が「上田が良くなった」とコメントする。8月2日のフレッシュオールスターに「3番・三塁手」で先発出場し、1回に先制犠牲フライを打つ。一軍昇格はなく、イースタン公式戦で90試合出場、チーム2位の打率.294、16盗塁、リーグ最多の56得点。秋には内野手として一軍メンバーに選ばれ、松山のキャンプに参加する。
2009年、イースタンではシーズン前半では前年を上回るペースの打点を記録し、7月21日でプロ初の一軍登録。二軍ではチーム最多となる打席数と、リーグ2位となる26盗塁。守備は中堅手としての出場が多く三塁手としての出場は13試合、失策なし。
2011年はイースタン・リーグ首位の55盗塁、シーズン終盤とクライマックスシリーズで一軍登録され、「1番・左翼手」で出場する。同年をもって青木宣親がメジャーリーグに移籍したことで、「ポスト青木」の最有力候補として期待され、2012年は自身初の開幕一軍スタート、「2番・中堅手」で開幕先発出場する。しかし、5月4日の試合でフェンスに激突して肩を脱臼。リハビリに数ヶ月を費やし、レギュラー獲得には至らなかった。
2013年も開幕先発出場。不振でシーズン序盤に二軍に降格したが、二軍コーチ陣の指導のもと大きく足の開いた打撃フォームを変更して中盤に一軍に昇格すると、プロ初本塁打を含む4本塁打を記録。自己最多の112試合に出場し、レギュラー奪取まであと一歩というシーズンだった。
2014年は開幕スタメンはならず、ラスティングス・ミレッジの怪我で以降は「2番・中堅手」でのスタメンの機会が増える。その後は比屋根渉と併用で起用されるが、6月の月間打率は.128、出塁率は.167となった。一方で、同月22日のオリックス・バファローズ戦では、サヨナラ犠飛を放った。前年より打席数は減らしたものの自己最多となる115試合に出場し、左投手相手に打率.305・18安打だったが、右投手相手には打率.181・35安打だった。
2015年は9月29日の中日ドラゴンズ戦で1号本塁打を放った。福岡ソフトバンクホークスとの日本シリーズでも出場機会を得た。
2017年、2018年は代走や守備固めに積極的に起用され、100試合以上に出場した。2018年9月4日の対中日戦（神宮球場）では、9−9で迎えた延長11回裏に又吉克樹から右中間へのサヨナラ3点本塁打を放った。この試合は9回表終了時点でヤクルトが6点リードされていたがその裏に追いつく猛攻を見せる展開で、乱打戦にけりを付ける一打となった。自身においても野球人生初のサヨナラ本塁打になった。このサヨナラ打で9月・10月度の月間サヨナラ賞を受賞。
2019年は前年より約半数の試合出場数、打席数になり代打、代走、守備固めがメインだったが5月3日から5月5日まで「2番・左翼手」としてスタメンを張ったが、死球を受け1か月ほど離脱した。また、プロ13年目でFA権を獲得したが残留。
2020年は53試合に出場。同年9月16日、DeNA戦9回二死の左翼守備において、左邪飛をフェンスに駆け上がりながら好捕し、チームの6連敗を止めるビッグプレーを見せたが、その際に左足首を負傷したため離脱した。また、打撃では打率.125と低迷し、最終戦翌日の11月11日、球団より戦力外通告を受けた。シーズン最終戦でも代打出場していたことから、報道陣からの進退についての質問に対しては「ちょっとまだ分からない」、「まだ何も整理がついていなくて、頭の中の整理がついていないという感じです」と動揺を隠せていなかった。球団からはスタッフや職員としての打診はなかった。当初は12球団合同トライアウト受験に向けてトレーニングを行っていたが、「目標がない中でやること苦しくなってきた」「ヤクルトで14年間やらせてもらったし、ヤクルト一筋で終わるのがいいと思った」と、自由契約が公示された12月2日、現役引退を決断した。

### 引退後
引退発表直後である12月5日、三好貴士が代表を務めるAll Nations Baseballが開催した「第10回東日本大震災復興支援チャリティーマッチ」に、YouTuberのクーニンを中心としたクーニンズのメンバーとして参加。このときの様子はクーニンのYouTubeチャンネルに動画が投稿されている。同日には自身のYouTubeチャンネルも開設している。
同月17日にはアパレルショップ「Coral Cruiser」で自身がプロデュースしたパーカーとTシャツを発表した。
上記の活動の他、アマチュア野球の指導者として活動するため学生野球資格の回復を果たし、母校・関西高校のコーチに就任した。ゆくゆくは指導者としてヤクルトにまた戻ることを目標に掲げている。関西高校でのコーチは月に5日ほど手伝う程度の予定だったが、高校野球の魅力を感じたために頻度が増えている。実際にプレーを実演しながらの指導を行い、部員とのコミュニケーションも積極的で、監督の藤井裕からは「お兄ちゃんであり指導者」と評されている。
2023年6月1日のセ・パ交流戦（日本ハム対ヤクルト）を放送する『BS12プロ野球中継2023』の副音声放送にて、プロ野球公式戦の解説を初めて行った。

## 選手としての特徴
シャープなスイングから強い打球を飛ばす左の巧打者。俊足と言い得る脚力を持ち、高校時代にあまり見られなかった盗塁も二軍戦では大幅に増えていた。塁間走のタイムは3.9秒、50m走は5.9秒。
地肩が強く、高校時代には遠投125mを記録したという（自身のYouTubeチャンネルにて）。しかし、プロ入り後の2012年にフェンスに激突した際の右肩の脱臼で可動域が狭くなり、本来の送球ができなくなってしまったという。脚力をいかした守備範囲も広く、特に河田雄祐が一軍外野守備走塁コーチに就任した2018年、打球の距離感をつかみ、守備力が格段に向上した。前述のフェンス激突からフェンス恐怖症気味であったが、このときにフェンスとの距離も測れるようになり、克服している。

## 人物
- 2015年、ヤクルトのリーグ優勝前に山田哲人ら球団関係者数名が行った飲み会の様子が、10月16日に発売された週刊誌『FRIDAY』に合コン記事として掲載された。上田もそれに参加していたが、掲載された写真では上田の顔に目線が入れられ、記事内では「知人男性」として紹介されたことがファンの間で話題となった。その後、同年のクライマックスシリーズ突破後のビールかけの際には「知人男性」と書かれた襷をかけて参加するなど、自身の持ちネタにしている[23]。
- チームのムードメーカーとしても知られる。2020年には、ベンチの端で中継カメラに向けて行われるファンサービス「上田新喜劇」が話題になった。カメラ目線でおどけた表情や、アフロをかぶり、生還したチームメイトを出迎える様子は、新型コロナウイルス対策による新たなファンサービスとして、パ・リーグの球団が参考にするなど波及した[24][25]。但し、野球解説者の江本孟紀はこのようなパフォーマンスについて、「『ベンチは野球の話をするところ』という（野村克也の）教えを全く無視している」「弱いチーム[注 3]がベンチでパフォーマンスなどしたらダメだ」と批判している[26]ほか、上田本人も引退後の2021年3月4日放送の『アウト×デラックス』に出演したときに「これらのパフォーマンスばかりが目立った結果が戦力外だったのではないか」と分析している[注 4]。
- ファンサービスについても常に心掛けていた。2020年にヤクルトから戦力外通告を受けたときにはファンから多くのメッセージをもらい、Twitter上では「#上田剛史の戦力外に抗議します[注 5]」というハッシュタグが自然発生的に登場していた。上田は「ハッキリ言って、自分の成績に見合わない惜しまれ方でした。こんなことを言うとアレですけど、引退して初めてファンのありがたみをきちんと感じました」と語っている[27]。
- 福岡ソフトバンクホークスの柳田悠岐は、高校時代に最も印象に残った選手として上田の名を挙げ、「バケモンですね。走攻守、全部。オーラ凄かったですし、こういう奴がプロに行くなと思ってました」と語っている[28]。
- ヤクルトから戦力外通告を受ける2020年シーズン中の6月、モデルの佐藤美央里と結婚。コロナ禍もあって発表のタイミングがなく、引退後の2021年3月4日放送の『アウト×デラックス』に出演したときに結婚の事実を明かした[29]。ある時にテレビに数秒映っていた佐藤に上田は一目惚れしたと伝わる。

## 詳細情報

### 年度別打撃成績
| 年 度     | 球 団     | 試 合 | 打 席 | 打 数 | 得 点 | 安 打 | 二 塁 打 | 三 塁 打 | 本 塁 打 | 塁 打 | 打 点 | 盗 塁 | 盗 塁 死 | 犠 打 | 犠 飛 | 四 球 | 敬 遠 | 死 球 | 三 振 | 併 殺 打 | 打 率 | 出 塁 率 | 長 打 率 | O P S |
| --------- | --------- | ----- | ----- | ----- | ----- | ----- | -------- | -------- | -------- | ----- | ----- | ----- | -------- | ----- | ----- | ----- | ----- | ----- | ----- | -------- | ----- | -------- | -------- | ----- |
| 2009      | ヤクルト  | 4     | 1     | 1     | 1     | 0     | 0        | 0        | 0        | 0     | 0     | 0     | 1        | 0     | 0     | 0     | 0     | 0     | 0     | 0        | .000  | .000     | .000     | .000  |
| 2010      | ヤクルト  | 39    | 47    | 42    | 5     | 9     | 3        | 0        | 0        | 12    | 2     | 0     | 0        | 2     | 0     | 1     | 0     | 2     | 10    | 0        | .214  | .267     | .286     | .552  |
| 2011      | ヤクルト  | 12    | 34    | 30    | 1     | 8     | 1        | 0        | 0        | 9     | 0     | 6     | 0        | 1     | 0     | 3     | 0     | 0     | 5     | 0        | .267  | .333     | .300     | .633  |
| 2012      | ヤクルト  | 50    | 173   | 148   | 14    | 38    | 5        | 2        | 0        | 47    | 12    | 8     | 4        | 13    | 0     | 12    | 0     | 0     | 30    | 2        | .257  | .313     | .318     | .630  |
| 2013      | ヤクルト  | 112   | 399   | 339   | 51    | 87    | 7        | 4        | 4        | 114   | 22    | 18    | 3        | 24    | 2     | 33    | 0     | 1     | 65    | 2        | .257  | .323     | .336     | .659  |
| 2014      | ヤクルト  | 115   | 292   | 252   | 36    | 53    | 4        | 2        | 2        | 67    | 20    | 16    | 4        | 16    | 3     | 18    | 0     | 3     | 45    | 1        | .210  | .268     | .266     | .534  |
| 2015      | ヤクルト  | 82    | 238   | 209   | 18    | 55    | 2        | 2        | 1        | 64    | 19    | 8     | 1        | 11    | 2     | 14    | 0     | 2     | 29    | 5        | .263  | .313     | .306     | .619  |
| 2016      | ヤクルト  | 72    | 92    | 82    | 12    | 18    | 2        | 1        | 1        | 25    | 10    | 5     | 3        | 1     | 2     | 4     | 0     | 3     | 13    | 1        | .220  | .275     | .305     | .580  |
| 2017      | ヤクルト  | 100   | 188   | 167   | 18    | 39    | 1        | 5        | 0        | 50    | 11    | 6     | 3        | 8     | 3     | 8     | 0     | 2     | 26    | 0        | .234  | .272     | .299     | .572  |
| 2018      | ヤクルト  | 102   | 101   | 85    | 17    | 19    | 5        | 0        | 1        | 27    | 7     | 2     | 1        | 7     | 0     | 8     | 0     | 1     | 12    | 1        | .224  | .298     | .318     | .616  |
| 2019      | ヤクルト  | 56    | 57    | 51    | 9     | 12    | 0        | 0        | 0        | 12    | 4     | 1     | 1        | 3     | 1     | 1     | 0     | 1     | 7     | 1        | .235  | .259     | .235     | .495  |
| 2020      | ヤクルト  | 53    | 61    | 56    | 13    | 7     | 1        | 0        | 0        | 8     | 2     | 5     | 0        | 2     | 1     | 2     | 0     | 0     | 15    | 3        | .125  | .153     | .143     | .295  |
| NPB：12年 | NPB：12年 | 797   | 1683  | 1462  | 195   | 345   | 31       | 16       | 9        | 435   | 109   | 75    | 21       | 88    | 14    | 104   | 0     | 15    | 257   | 16       | .236  | .291     | .298     | .588  |

- 2020年度シーズン終了時

### 年度別守備成績
| 年 度 | 球 団    | 外野  | 外野  | 外野  | 外野  | 外野  | 外野     | 三塁  | 三塁  | 三塁  | 三塁  | 三塁  | 三塁     |
| 年 度 | 球 団    | 試 合 | 刺 殺 | 補 殺 | 失 策 | 併 殺 | 守 備 率 | 試 合 | 刺 殺 | 補 殺 | 失 策 | 併 殺 | 守 備 率 |
| ----- | -------- | ----- | ----- | ----- | ----- | ----- | -------- | ----- | ----- | ----- | ----- | ----- | -------- |
| 2010  | ヤクルト | 13    | 5     | 1     | 0     | 0     | 1.000    | 4     | 4     | 6     | 0     | 0     | 1.000    |
| 2011  | ヤクルト | 10    | 16    | 4     | 0     | 0     | 1.000    | -     | -     | -     | -     | -     | -        |
| 2012  | ヤクルト | 48    | 80    | 2     | 3     | 1     | .965     | -     | -     | -     | -     | -     | -        |
| 2013  | ヤクルト | 102   | 227   | 6     | 3     | 0     | .987     | -     | -     | -     | -     | -     | -        |
| 2014  | ヤクルト | 106   | 156   | 3     | 7     | 1     | .958     | -     | -     | -     | -     | -     | -        |
| 2015  | ヤクルト | 77    | 113   | 6     | 0     | 3     | 1.000    | -     | -     | -     | -     | -     | -        |
| 2016  | ヤクルト | 60    | 51    | 1     | 0     | 0     | 1.000    | -     | -     | -     | -     | -     | -        |
| 2017  | ヤクルト | 76    | 79    | 2     | 2     | 2     | .976     | -     | -     | -     | -     | -     | -        |
| 2018  | ヤクルト | 71    | 59    | 2     | 0     | 0     | 1.000    | -     | -     | -     | -     | -     | -        |
| 2019  | ヤクルト | 42    | 22    | 1     | 0     | 0     | 1.000    | -     | -     | -     | -     | -     | -        |
| 2020  | ヤクルト | 44    | 32    | 0     | 0     | 0     | 1.000    | -     | -     | -     | -     | -     | -        |
| 通算  | 通算     | 649   | 840   | 28    | 15    | 7     | .983     | 4     | 4     | 6     | 0     | 0     | 1.000    |

- 2020年度シーズン終了時
- 各年度の太字はリーグ最高

### 表彰
- 月間サヨナラ賞：1回（2018年9・10月）

### 記録
- 初出場：2009年7月22日、対阪神タイガース12回戦（阪神甲子園球場）、7回表にジェイミー・デントナの代走で出場
- 初打席：2009年8月22日、対読売ジャイアンツ15回戦（明治神宮野球場）、5回裏に由規の代打で出場、セス・グライシンガーから二ゴロ
- 初安打：2010年4月29日、対阪神タイガース5回戦（明治神宮野球場）、7回裏に久保田智之から左前安打
- 初先発出場：2010年5月1日、対横浜ベイスターズ8回戦（明治神宮野球場）、「1番・三塁手」で先発出場、3打数2安打
- 初打点：2010年6月5日、対埼玉西武ライオンズ4回戦（明治神宮野球場）、7回裏に川島亮の代打で出場、許銘傑から右線2点適時二塁打
- 初盗塁：2011年10月9日、対広島東洋カープ23回戦（明治神宮野球場）、1回裏に二盗（投手：ブライアン・バリントン、捕手：倉義和）
- 初本塁打：2013年7月13日、対広島東洋カープ9回戦（明治神宮野球場）、1回裏に大竹寛から右越ソロ

### 背番号
- 50（2007年 - 2020年）